# Miniera Keane Wonder

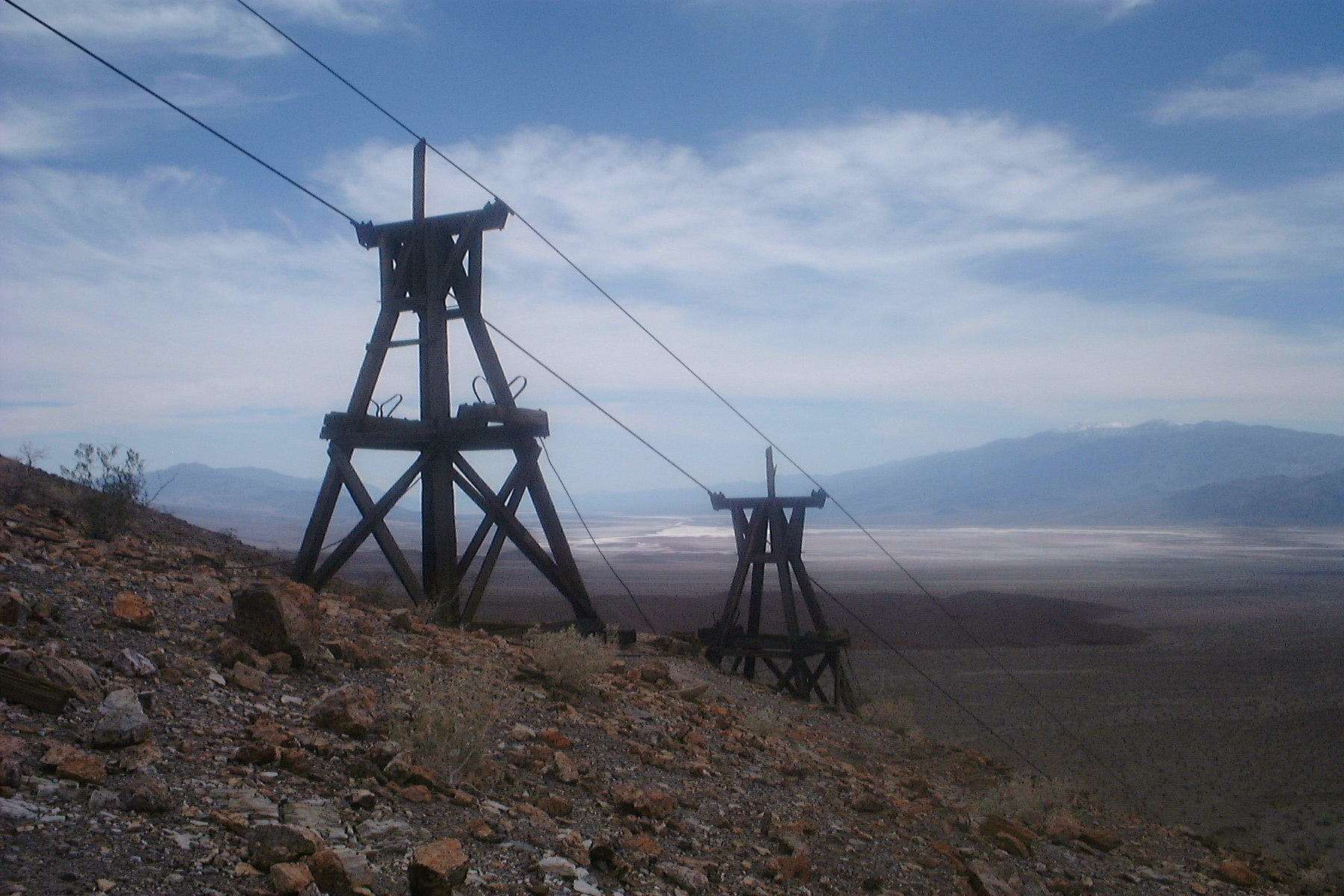
La funivia aerea della miniera Keane Wonder

La miniera Keane Wonder è una miniera abbandonata nel parco nazionale della valle della Morte nella contea di Inyo in California.
Si trova sulla catena montuosa detta Funeral Mountains ad est della valle della Morte e della città di Furnace Creek.

## Storia
Gli scavi nella miniera ebbero inizio nei primi anni del '900 durante il periodo della corsa all'oro in California. 
Assieme alle vicine miniere a Skidoo ed a Rhyolite si cercò di estrarre quanto più oro possibile. L'attività estrattiva rallentò con il panico del 1907 e si fermò quando l'area venne designata monumento nazionale dal presidente degli Stati Uniti d'America Herbert Hoover.
L'estrazione mineraria tuttavia non si fermò completamente finché la zona non venne dichiarata parco nazionale nel 1994.